# Grand Prix Masters
Il Grand Prix Masters è stata una categoria automobilistica riservata agli ex-piloti di Formula 1. Tra i partecipanti figuravano, tra gli altri, Nigel Mansell, Emerson Fittipaldi, Patrick Tambay e Riccardo Patrese.

## Storia
È stata attiva dal 2005 al novembre 2007. Lo scopo era quello di riunire i veterani della Formula 1 e farli gareggiare con vetture tutte uguali in modo da attirare il pubblico dei nostalgici. In tutto sono state disputate solo tre gare, due vinte da Nigel Mansell e una da Eddie Cheever. La prima corsa ebbe un discreto successo di pubblico e in pista lo spettacolo fu offerto solamente dalla coppia di testa Mansell-Fittipaldi, conclusasi con la vittoria dell'inglese con meno di un secondo di vantaggio. Forti però dell'affluenza del pubblico gli organizzatori stabilirono per il 2006 un calendario di quattro gare. Monza, poi, saltò a causa delle proteste degli ecologisti e Kyalami non fu disputata per problemi finanziari degli organizzatori. Le due corse restanti ebbero una buona affluenza da parte del pubblico locale, ma non internazionale come sperato.
Per il 2007 vennero poi fissate tre gare, ma vennero tutte annullate a causa dei mancati pagamenti richiesti dalla Delta Motorsport nei confronti degli organizzatori del Grand Prix Masters, che ne hanno poi comportato il fallimento.

## Vetture

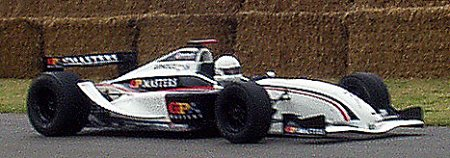
Una vettura di Gran Prix Masters

Nel Gran Prix Masters le vetture erano tutte uguali, in modo da favorire lo spettacolo. I telai erano progettati dalla ditta britannica Delta Motorsport basandosi su quelli della Reynard e i motori sono tutti costruiti sulla base dei Cosworth utilizzati nel Campionato CART ed elaborati dalla Nicholson-McLaren EnginesAutosprint.

## Piloti
Per poter partecipare alle gare di Gran Prix Masters i piloti dovevano possedere i seguenti requisiti:
- Essersi ritirati completamente da qualsiasi tipo di gara automobilistica;
- Aver gareggiato in Formula 1 per 2 stagioni intere;
- Aver superato un esame medico;
- Avere più di 45 anni (limite abbassato a 40 nel 2006) compiuti entro il 1º gennaio dell'anno della stagione successiva ed essersi ritirati dalla Formula 1 da almeno 2 stagioni.

## Statistiche
| Pilota             | Età | Partenze | Vittorie | Podi |
| ------------------ | --- | -------- | -------- | ---- |
| Nigel Mansell      | 53  | 3        | 2        | 2    |
| Emerson Fittipaldi | 60  | 3        | 0        | 1    |
| Riccardo Patrese   | 52  | 3        | 0        | 1    |
| Andrea De Cesaris  | 47  | 3        | 0        | 0    |
| Derek Warwick      | 52  | 3        | 0        | 0    |
| Hans-Joachim Stuck | 56  | 3        | 0        | 0    |
| Christian Danner   | 48  | 3        | 0        | 2    |
| Eddie Cheever      | 49  | 3        | 1        | 1    |
| Jan Lammers        | 50  | 3        | 0        | 0    |
| Eliseo Salazar     | 51  | 3        | 0        | 0    |
| Patrick Tambay     | 57  | 3        | 0        | 0    |
| René Arnoux        | 58  | 3        | 0        | 0    |
| Eric van de Poele  | 45  | 2        | 0        | 2    |
| Stefan Johansson   | 50  | 3        | 0        | 0    |
| Alex Caffi         | 42  | 1        | 0        | 0    |
| Pierluigi Martini  | 45  | 2        | 0        | 0    |
| Johnny Herbert     | 42  | 0        | 0        | 0    |
| Roberto Moreno     | 47  | 0        | 0        | 0    |
| Alessandro Nannini | 47  | 0        | 0        | 0    |
| Raul Boesel        | 49  | 0        | 0        | 0    |

## Stagioni

### 2005

#### Grand Prix Masters di Kyalami
- Kyalami (Sud Africa), 13 novembre 2005

| Posizione | Pilota             | Team               | Tempo     | Distanza      |
| --------- | ------------------ | ------------------ | --------- | ------------- |
| 1         | Nigel Mansell      | Team Altech        | 50:55.154 |               |
| 2         | Emerson Fittipaldi | Team LG            | 50:55.562 | + 0.408       |
| 3         | Riccardo Patrese   | Team Goldpfeil     | 51:15.816 | + 20.662      |
| 4         | Andrea De Cesaris  | Team Unipart       | 51:16.854 | + 21.700      |
| 5         | Derek Warwick      | Team Lixxus        | 51:17.007 | + 21.853      |
| 6         | Hans-Joachim Stuck | Team Phantom       | 51:18.355 | + 23.201      |
| 7         | Christian Danner   | Team Unipart       | 51:19.272 | + 24.118      |
| 8         | Eddie Cheever      | Team Altech        | 51:27.359 | + 32.205      |
| 9         | Jan Lammers        | Team LG            | 51:27.932 | + 32.778      |
| 10        | Eliseo Salazar     | Team Altech        | 51:38.573 | + 43.419      |
| 11        | Patrick Tambay     | Team Lixxus        | 52:06.738 | + 1'11.584    |
| 12        | René Arnoux        | Team Golden Palace | 52:07.890 | + 1'12.736    |
| 13        | Jacques Laffite    | Team GMF           | 43:44.471 | 17 laps (DNF) |
| 14        | Stefan Johansson   | Team Phantom       | 3:33.040  | 28 laps (DNF) |

### 2006
Nel gennaio 2006 la GP Master annunciò le seguenti gare:
- Losail (Qatar), 29 aprile
- Monza (Italia), 5 maggio Cancellata
- Silverstone (UK), 13 agosto
- Kyalami (Sud Africa), 12 novembre Cancellata

#### Grand Prix Masters di Losail
29 aprile 2006, Losail, Qatar
| Posizione | Pilota             | Team               | Tempo     | Distacco |
| --------- | ------------------ | ------------------ | --------- | -------- |
| 1         | Nigel Mansell      | Team Altech        | 52:06.000 |          |
| 2         | Christian Danner   | Team LUK           | 52:06.562 | + 0.562  |
| 3         | Eric van de Poele  | Team Golden People | 52:07.174 | + 1.174  |
| 4         | Eddie Cheever      | Team Altech        | 52:09.016 | + 3.016  |
| 5         | Derek Warwick      | Team Lixxus        | 52:09.420 | + 3.420  |
| 6         | Pierluigi Martini  | Team Global        | 52:11.710 | + 5.710  |
| 7         | Jan Lammers        | Team LG            | 52:13.044 | + 7.044  |
| 8         | Stefan Johansson   | Team Altech        | 52:14.339 | + 8.339  |
| 9         | René Arnoux        | Team Golden People | 52:15.068 | + 9.068  |
| 10        | Riccardo Patrese   | Team INA           | 52:15.423 | + 9.423  |
| 11        | Patrick Tambay     | Team Lixxus        | 52:21.506 | + 15.506 |
| 12        | Emerson Fittipaldi | Team LG            | 52:35.788 | + 29.788 |
| 13        | Andrea De Cesaris  | Team INA           | 33:29.621 | 8 laps   |
| 14        | Eliseo Salazar     | Team Phantom       | 52:22.127 | 11 laps  |
| 15        | Hans-Joachim Stuck | Team Phantom       | 9:28.882  | 19 laps  |

#### Grand Prix Masters di Silverstone
13 agosto 2006, Silverstone, Inghilterra
| Posizione | Pilota             | Team                 | Tempo       | Distacco   |
| --------- | ------------------ | -------------------- | ----------- | ---------- |
| 1         | Eddie Cheever      | Team GPM             | 1:01:06.625 |            |
| 2         | Eric van de Poele  | Team Golden Palace   | 1:01:25.302 | + 16.677   |
| 3         | Christian Danner   | Team LUK             | 1:01:45.180 | + 36.555   |
| 4         | Hans-Joachim Stuck | Team Phantom         | 1:02:02.139 | + 53.514   |
| 5         | Alex Caffi         | Team Altech          | 1:02:11.648 | + 1:03.623 |
| 6         | Riccardo Patrese   | Team INA             | 1:02:15.492 | + 1:06.867 |
| 7         | Pierluigi Martini  | Team Motorola        | 1:02:54.980 | + 1:46.355 |
| 8         | Emerson Fittipaldi | Team Altech          | 1:01:13.217 | + 1 Lap    |
| 9         | René Arnoux        | Team Golden People   | 1:01:55.250 | + 2 Laps   |
| 10        | Andrea De Cesaris  | Team INA             | 1:01:34.298 | + 2 Laps   |
| 11        | Patrick Tambay     | Team Lixxus          | 1:01:49.162 | + 3 Laps   |
| 12        | Stefan Johansson   | Team Virgin Radio/BP | 55:22.246   | + 4 Laps   |
| 13        | Jan Lammers        | Team LG              | 34:44.025   | 13 laps    |
| 14        | Eliseo Salazar     | Team Phantom         | 19:30.140   | 20 laps    |
| 15        | Derek Warwick      | Team Lixxus          | 5:39.035    | 26 laps    |
| 16        | Nigel Mansell      | Team Altech          | 31:44.608   | 26 Laps    |

### 2007
Nel 2007 la GP Master annunciò tre gare di campionato:
- Bucarest Ring (Romania), 20 maggio Cancellata
- Kyalami (Sud Africa), 23 settembre Cancellata
- Losail (Qatar), 17 novembre Cancellata